# Arbaa Ait Ahmed
Arbaa Ait Ahmed  (in arabo اربعاء أيت أحمد‎?) è un centro abitato e comune rurale del Marocco situato nella provincia di Tiznit, regione di Souss-Massa. Conta una popolazione di 5 257 abitanti (censimento 2014).